# Ракин (ручей)
Ракин — ручей в России, протекает по территории Плесновской волости на северо-востоке Гдовского района Псковской области. У ручья стоят деревни Ломово и Подложье. Впадает в Плюссу в 90 км от устья по правому берегу. Длина ручья составляет 11 км.
Основной приток — ручей Раковский (левый)

## Исторические сведения
Первые упоминания о ручье находятся в писцовой книге письма Василия Волконского 1627—1629 годов, где он записан как речка Хверица, Хворица, Хворца, например.
«Жеребей деревни Подложье на речке на Хверице, а жеребей деревни за Ондреем за Даниловым сыном Патрешева, а на Фомин жеребей: во дворе крестьянин Костка Семенов з детми с Максимком да с Левашком, пашни паханые пол четверика и пол пол четверика, да перелогом семь четвертей бес получетверика и бес пол пол четверика, да лесом поросло пять четвертей в поле, а в дву по тому ж, сена на реке на Стягле дватцать пять копен, в живущем и в пусте обжа с полутретью обжею и третник пашни.»
На дореволюционных картах подписывался, как ручей Шварковский, впадающий в речку Щагла.
На Новой топографической карте Западной России ручей не подписан, но обозначен и впадает в реку Стягла (Старая Плюсса).

## Данные водного реестра
По данным государственного водного реестра России относится к Балтийскому бассейновому округу, водохозяйственный участок реки — Нарва. Относится к речному бассейну реки Нарва (российская часть бассейна).
Код объекта в государственном водном реестре — 01030000412202000027233.